# Ярай, Ганс
Ганс Ярай (нем. Hans Jaray, 24 июня 1906, Вена — 6 января 1990, Вена) — австрийский писатель, певец, актёр театра и кино.

## Биография
После окончания Терезианума поступил в Академию музыки и искусства в Вене. Его театральный дебют состоялся в 1923 году в «Фолькстеатре». В течение 1930—1938 он играл в Театре в Йозефштадте.
Первая написанная им пьеса называлась «Boulevard-Komödien».
В 1927 году он впервые снялся в кино — в фильмах «Die Liebe der Jeanne Ney» («Любовь Жанны Ней») и «Pat und Patachon als Schwiegersöhne». В 1933 году он играет Франца Шуберта в фильме «Leise flehen meine Lieder» («Неоконченная симфония»).
В 1938 Ганс Ярай переезжает в США. Там он живёт в Нью-Йорке и играет на Бродвее.
После окончания Второй мировой войны он возвращается обратно в Австрию, работает в театре, снимается в кино и читает лекции.
К одним из его последних работ в кино относятся: «Frühlingsstimmen» (1952) и «Fedora» (1978).
Ганс Ярай является также автором многочисленных пьес и книг.
Похоронен на Хитцингском кладбище Вены.

## Фильмография
- 1927 — Pat und Patachon als Schwiegersöhne
- 1927 — Любовь Жанны Ней — Пойтрас
- 1931 — Kaiserliebchen
- 1931 — Нищий студент
- 1934 — Неоконченная симфония — Франц Шуберт
- 1934 — Петер — доктор Роберт Бандлер
- 1935 — Letzte Liebe
- 1935 — Hoheit tanzt Walzer
- 1935 — Diario di una donna amata, Il
- 1935 — Бал в Савойе
- 1935 — Мария Башкирцева
- 1936 — Фройляйн Лили
- 1937 — Der Pfarrer von Kirchfeld
- 1941 — Лидия — Фрэнк
- 1947 — Карнеги Холл — Тони Салерно
- 1951 — Frühlingsstimmen
- 1964 — Kolportage
- 1965 — Radetzkymarsch
- 1966 — Der Kirschgarten
- 1967 — Гейдрих в Праге / Heydrich in Prag
- 1968 — Die Begnadigung
- 1969 — Die Geschichte der 1002. Nacht
- 1969 — Fink und Fliederbusch
- 1971 — Das Konzert
- 1972 — Van der Valk und das Mädchen
- 1977 — Onkel Silas
- 1978 — Федора — Граф Собранский